# Poeciloneta yanensis
Poeciloneta yanensis là một loài nhện trong họ Linyphiidae.
Loài này thuộc chi Poeciloneta. Poeciloneta yanensis được Yuri M. Marusik & Koponen miêu tả năm 2002.